# Новокотов
Новокотов (укр. Новокотів) — село в Подгайцевской сельской общине Луцкого района Волынской области Украины.
Код КОАТУУ — 0722885604. Население по переписи 2001 года составляет 321 человек. Почтовый индекс — 45637. Телефонный код — 332. Занимает площадь 1,24 км².

## История
В 1946 году указом ПВС УССР село Копче переименовано в Ново-Котовское.